# Thomas M. Sullivan
Thomas M. Sullivan ist ein US-amerikanischer Ökonom und Talkradio-Moderator. Seine Tom Sullivan Show wurde bis Juni 2017 vom Fox News Radionetwork US-weit ausgestrahlt.
Sullivan studierte an der Seattle University, der University of Washington und belegte an der Stanford University die Stanford Graduate School of Business. Er hat einen Abschluss in Ökonomie. Er arbeitete als Notfallsanitäter (EMT) bei der Washington State Highway Patrol. Sullivan begann seine Radio-Karriere 1980 bei KFBK in Sacramento, Kalifornien. Mittlerweile wurde seine Tom Sullivan Show vom Fox News Radionetwork US-weit verbreitet. Im Juni 2017 teilte Fox News Radio mit, dass künftig die Tom Shillue Show seinen Sendeplatz erhält. Er wird vom Talkers Magazine unter den „Heavy Hundred“ gelistet. Zudem arbeitete er auch als Ansager und Moderator für das Wirtschaftsprogramm des Fernsehsenders KCRA-TV in Sacramento.